# Základní mzda
Základní mzda je jednou ze složek mzdy a představuje pevně danou, neměnnou a pravidelně vyplácenou část mzdy. Ostatní složky mzdy jsou pak závislé na podmínkách vyplývajících z uzavřené smlouvy mezi zaměstnancem a zaměstnavatelem. Oproti základní mzdě pak ostatní složky mzdy nemusí být vypláceny pravidelně, případně ve stejných intervalech jako základní mzda a jejich výše může být podmíněna např. pracovním výkonem, hospodářským výsledkem společnosti nebo na základě jiných podmínek.
Z výše základní mzdy se pak často určují i některé další složky mzdy, především bonusy/prémie, které bývají často vyjádřeny jako k-násobek základní mzdy.